# Zuma (Album)
Zuma ist ein Rock-Album von Neil Young und Crazy Horse, das im November 1975 auf Reprise Records veröffentlicht wurde. Youngs siebte Solo-LP ist nach dem Zuma Beach in Los Angeles benannt und sein erstes Konzeptalbum.

## Allgemeines
Zuma war nach mehreren eher düsteren und kommerziell erfolglosen Alben, zuletzt On the Beach und Tonight’s the Night die Rückkehr zum Rock, wie zuletzt fünf Jahre zuvor mit Everybody Knows This Is Nowhere. Es war zudem die erste LP mit Crazy Horse nach dem Tod des Gitarristen Danny Whitten, der durch Frank „Poncho“ Sampedro ersetzt wurde. Through My Sails wurde mit Crosby, Stills and Nash aufgenommen. Auf CD erschien das Album 1989 bei Reprise.
Das Album dreht sich um Peru, das Volk der Inkas und die Azteken. Sein unter Fans und Kritikern unbestrittener Höhepunkt ist der vorletzte Song Cortez the Killer. Wegen der kritischen Darstellung des noch zur Franco-Zeit in Spanien als Held angesehenen Eroberers Hernán Cortés (oder Hernando Cortez) in diesem Lied wurde das Album dort damals verboten.
Bud Scopa schrieb am 15. Januar 1976 im Rolling Stone: „Neil Youngs neunte Soloplatte, Zuma, ist bei weitem das beste Album, das er je gemacht hat. Es ist das zusammenhängendste Konzeptalbum, das mir je untergekommen ist, auch wenn ich das nicht gleich gemerkt habe.“ Auch in späteren Alben kehrte Young zur Thematik der amerikanischen Ureinwohner zurück, z. B. im Song Pocahontas auf Rust Never Sleeps (1979) und in Like an Inca auf Trans (1983).

## Titelliste
Alle Kompositionen sind von Neil Young.
Seite 1
1. Don't Cry No Tears – 2:34
2. Danger Bird – 6:54
3. Pardon My Heart – 3:49
4. Lookin' for a Love – 3:17
5. Barstool Blues – 3:02

Seite 2
1. Stupid Girl – 3:13
2. Drive Back – 3:32
3. Cortez the Killer – 7:29
4. Through My Sails – 2:41

## Illustration
Das Albumcover ist eine einfache Schwarzweiß-Zeichnung von James Mazzeo: „Danger Bird“ (Liedtitel) auf dem Rücken einer nackten Frau, die mit ausgebreiteten Schwingen bzw. Armen an einer Pyramide vorbeifliegen. Im Hintergrund die naive Darstellung schneebedeckter Berggipfel, der untergehenden Sonne und des Mondes.

## Erfolg
In den US-amerikanischen Billboard-LP-Charts kam Zuma bis auf Platz 25. Zwei Singles wurden aus dem Album ausgekoppelt: Lookin' for a Love mit dem nicht auf Zuma enthaltenen und zuvor schon mehrmals veröffentlichten Sugar Mountain als B-Seite sowie Drive Back b/w Stupid Girl.